# St. Peter und Paul (Bernshausen)

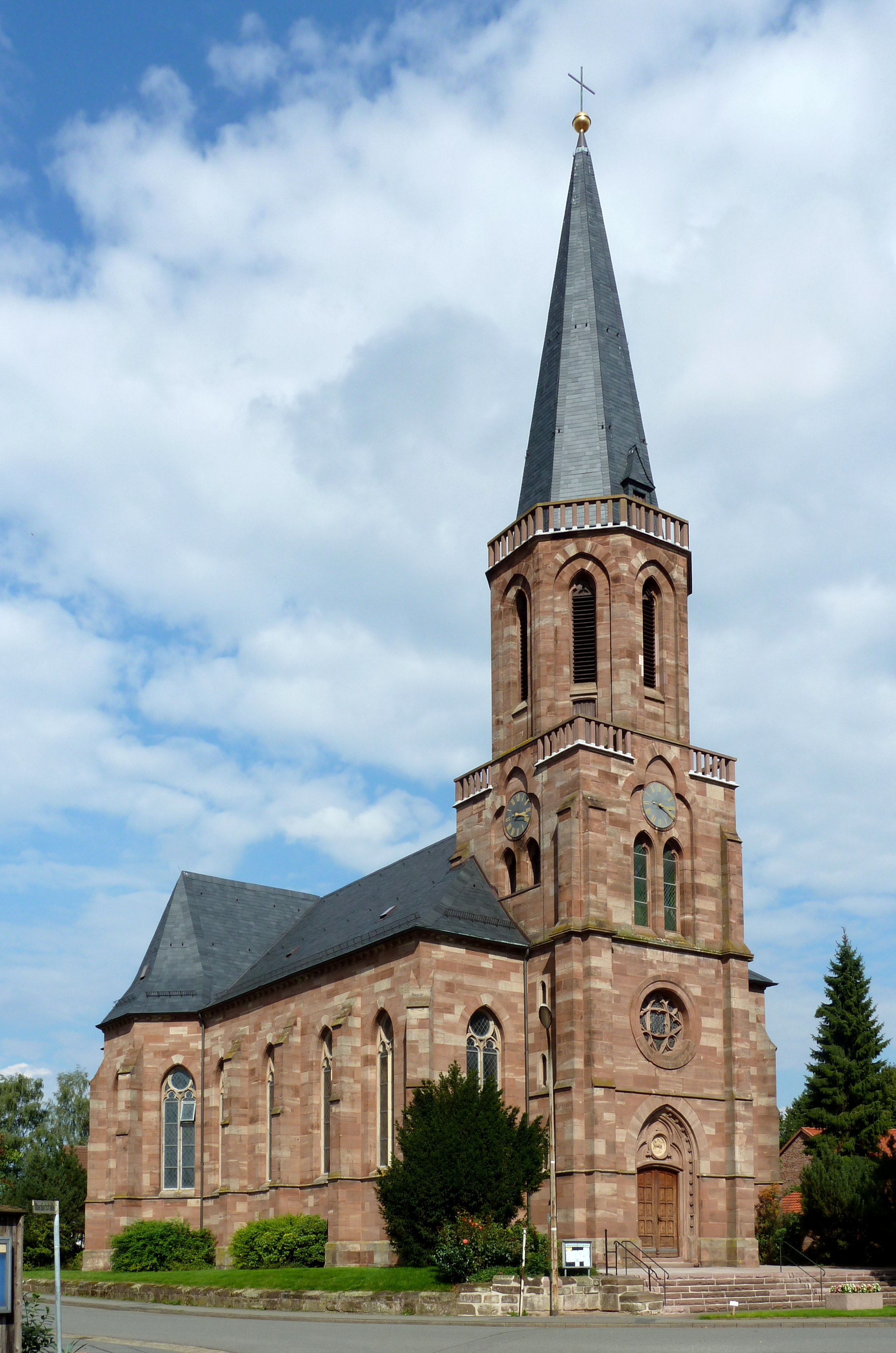
Bernshausen, St. Peter und Paul

Die römisch-katholische Pfarrkirche St. Peter und Paul ist eine neugotische Hallenkirche im Ortsteil Bernshausen von Seeburg im Landkreis Göttingen in Niedersachsen. Das nach den Aposteln Petrus und Paulus benannte Gotteshaus gehört zur Pfarrei St. Johannes der Täufer Seulingen im Dekanat Untereichsfeld des Bistums Hildesheim.

## Geschichte und Architektur
In der Bernshäusener Kirchengeschichte stellte das erste Gotteshaus eine zunächst im romanischen Baustil gehaltene, später im gotischen Stil umgestaltete Kirche dar. Sie befand sich im alten Dorfkern des Ortes, während die heutige katholische Pfarrkirche St. Peter und Paul auf einem leicht erhöhten Standort, in 162 Meter Höhe über dem Meeresspiegel, erbaut wurde. Die Entwürfe stammen vom Kölner Architekten Vinzenz Statz und datieren auf das Jahr 1876. Geplant war, eine großzügige, dreischiffige Hallenkirche mit einer Länge von 36 m und einer Breite von 14 m inklusive Querhaus zu errichten. Die Anlage des 48 m hohen Turms mit vier Eckgalerien und einer krönenden Kranzgalerie stellt eine Besonderheit im Untereichsfeld dar. 
Das Langhaus und der Chor werden von einem gleich hohen Kreuzrippengewölbe überspannt, an dem die Schlusssteine und die daran angrenzenden Rippenstücke farbig gefasst sind. Quer von der Mitte der breitesten Stelle des Langhauses wurden die Arme polygonal geschlossen gestaltet und finden sich in einer Art Kleeblattanlage wieder. Die gleiche Form der Querarme fand auch bei der Gestaltung des Chores Anwendung. Das Mittelschiff besitzt die Ausmaße der doppelten Seitenschiffbreite von ca. 7 m und beinhaltet je fünf achteckige Pfeiler, welche die Arkadenbögen tragen. Seit dem 1. November 2014 gehört die Kirche zur Pfarrei „St. Johannes der Täufer“ in Seulingen.

## Ausstattung
Das Inventar der Kirche präsentiert sich mit dem Altar, der Kanzel und dem Taufstein in neugotischem Stil. Wie in zahlreichen anderen neugotischen Kirchen des Eichsfelds findet man auch in der örtlichen Pfarrkirche die Evangelistenthematik im Hauptaltar vor. Eine Madonnenfigur stammt aus dem Jahr 1470, während ein weiterer Taufstein auf das Jahr 1709 datiert. Anders als der bereits erwähnte Taufstein fungiert letzterer als Weihwasserstein in der Turmhalle und ist mit Puttenköpfen, Fruchtgirlanden und einem Muschelschalenrelief verziert.

## Orgel

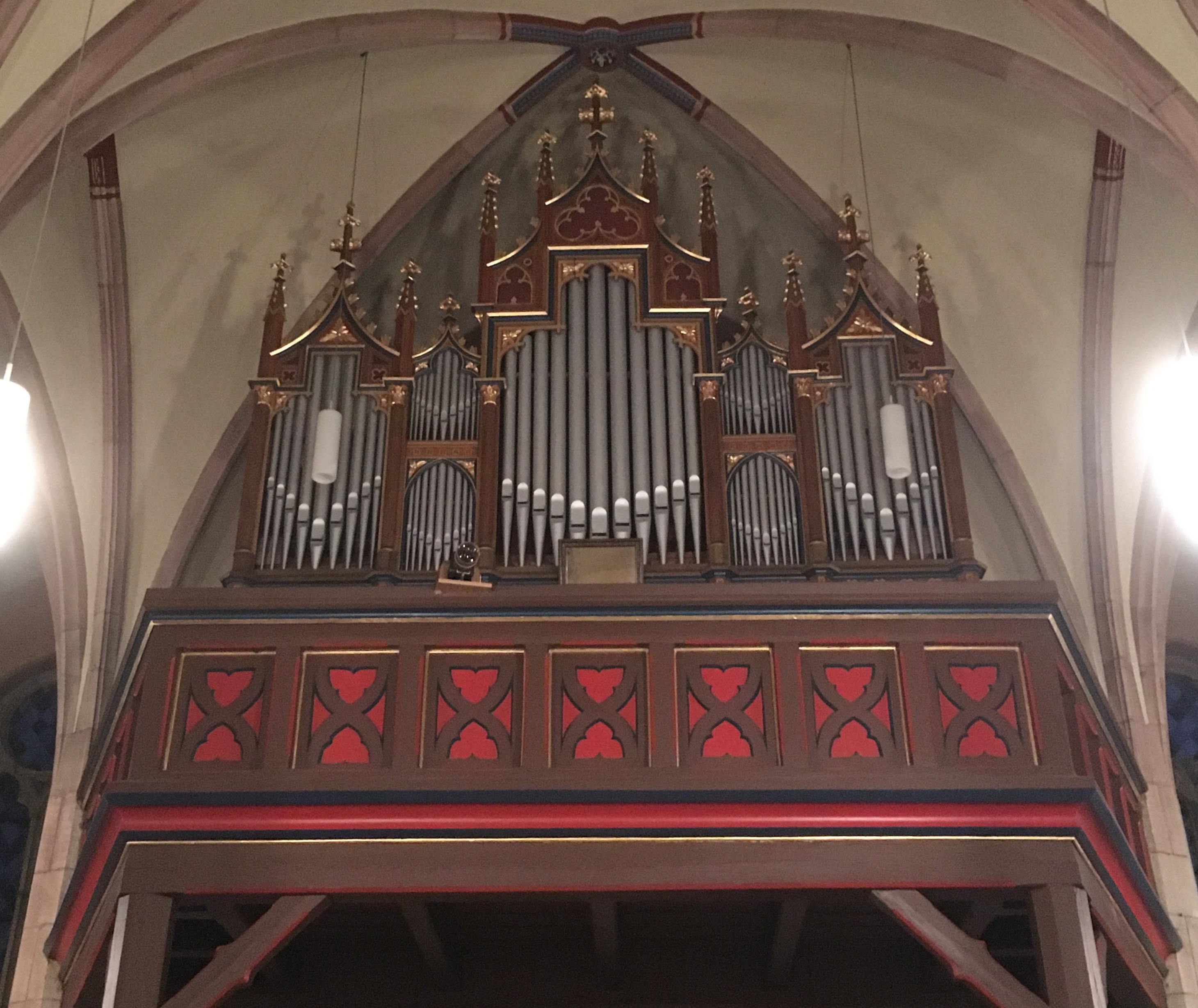
Orgel Bernshausen

Die Orgel wurde 1879 vom Orgelbaumeister Louis Krell aus Duderstadt gefertigt. Sie verfügt über mechanische Kegelladen und 24 Register auf 2 Manualen und Pedal. Die Disposition lautet:
| I. Hauptwerk C–f3 |       |
| Bordun            | 16′   |
| Principal         | 8′    |
| Gamba             | 8′    |
| Hohlflöte         | 8′    |
| Octave            | 4′    |
| Fernflöte         | 4′    |
| Quinte            | 2 ⁄3′ |
| Octave            | 2'    |
| Mixtur IV         |       |
| Trompete          | 8′    |

| II. Oberwerk C–f3 |    |
| Geigenprincipal   | 8′ |
| Salicional        | 8′ |
| Flöte traverse    | 8′ |
| Lieblich Gedackt  | 8′ |
| Viola             | 4′ |
| Rohrflöte         | 4′ |
| Waldflöte         | 2' |
| Cornett III       |    |
| Vox humana        | 8' |

| Pedal C–d1 |     |
| Subbass    | 16′ |
| Violon     | 16′ |
| Octavbass  | 8′  |
| Bordun     | 8′  |
| Posaune    | 16′ |

- Koppeln: II/I, I/P
- 9 feste Kombinationen als Fußtritte
- mechanische Spiel- und Registertraktur
- mechanische Kegelladen

Anmerkungen
1. ↑  Dieses Register ist vakant.